# Gerassim Awscharjan
Gerassim Awscharjan (armenisch Գերասիմ Ավշարյան; russisch Герасим Энрихович Авшарян, Gerassim Enrichowitsch Awscharjan; * 16. November 1972) ist ein armenisch-russischer Psychologe und Publizist. Er schreibt über Gedächtnistraining, seine persönliche Entwicklung, über die emotionale Balance und die Entwicklung des Gedächtnisses und der Aufmerksamkeit.

## Biografie
Gerassim Awscharjan absolvierte die Armenische Staatliche Wirtschaftsuniversität, danach interessierte er sich für Psychologie. In seinen Büchern über das Gedächtnis beschreibt er, wie man verschiedene Informationen (z. B. Fremdwörter, Periodensystems der chemischen Elemente, historische Daten, verschiedene Fachbegriffe u. a.) besser erlernen und sich merken kann. Awscharjan ist auch der Autor von Methoden des Schnelllesens und des Zehnfingersystems. Als G. Heinrich (russ: Георг Энрих) schreibt Awscharjan über sein Stressmanagementsystem. Awscharjans Bücher verbreiteten sich in Russland, in der GUS- und europäischer Länder: Ukraine; Weißrussland; Deutschland und s.w. Awscharjans Hobbys ist Zeichnen.

## Würdigungen und Auszeichnungen
- Iwan Poloneitschik, der Leiter des Zentrums für intelligente Technologien,[9] zählt ihn in einem seiner Artikel[10] neben Müller, Matjugin, Stepanow, Podlinjajew, Nikitina und Kosarenko zu den sieben besten russischen Experten in der Mnemotechnik.
- Die Schule der Kreativität der Kinder "Schulgenies"[11] präsentiert eines seiner Bücher auf ihrer Website als zu den vier beliebtesten gehörig.[11]
- Eines von Awscharjans Büchern über Gedächtnistraining zählte zu den besten acht Büchern (russisch "Указатель лучших книг. Выпуск 8")[12], die 2007 in die Russische Nationalbibliothek aufgenommen wurden.

## Bibliografie
- English. Unikalnyj metod isutschenia jasyka sa 100 urokow (Übersetzung: Eine einzigartige Methode eine Sprache in 100 Stunden zu erlernen), 2012. ISBN 978-5-271-42502-8
- G. Heinrich. Skafandr ot stressa (Ü: Schutzanzug gegen Stress). 2010. ISBN 978-5-4226-0023-6
- Superpamjat. Prowerennij trenning dlja schkolnika (Supermemory. Bewährte Schulungen für Schüler), 2008 ISBN 978-5-226-00682-1
- Skorotschtenie. Bistij kurs dlja schkolnikow, studentow i vsech, kto kchotschet bysteje dumat (Schnelllesen. Schnellkurs für Schüler, Studenten und alle, die schneller denken wollen). 2011. ISBN 978-5-17-076534-8
- Skorotschtenie dlja utschaschichsja (Schnelllesen für Studenten). 2008. ISBN 978-5-477-01064-6
- Tekchnika slepoi petschati (Touch Typing Technologie). 2007. ISBN 5-477-00544-0
- Trening pamjati. Kak nautschitsa schodu sapominat lubuju informatiju. 2008. ISBN 978-5-17-048633-5
- Slepaja petschat i gorjatschie klawischi (Blindpressung und Hotkeys).  2008. ISBN 978-5-477-01207-7
- Skorostnoje tschenie. Avtorskaja metodika (Schnelllesen. Autors Technik). 2008. ISBN 978-5-477-01033-2
- Desjatipaltsewyj metod slepoj petschati. Slepaja petschat sa paru dnej, 2007. ISBN 978-5-477-01102-5
- Skorostnaja petschat na kompjutere desjatju paltsame. Printsypy skorostnowo nabora dlja russkogo i anglijskogo jasikow. Awtorskaja metodika. 2007. ISBN 978-5-477-00964-0
- Petschatajem bystro. Skorostnaja petschat na kompjutete desjatipaltsewym metodom. 2007. ISBN 978-5-477-01103-2
- Pamjat. Sekrety i mechanismy. Udiwitelnye wosmozhnosti pamjati (Ü: Gedächtnis: Geheimnisse und Mechanismen. Erstaunliche Gedächtnisfähigkeiten.). 2005. ISBN 5-222-06955-9